# Пауэлл, Дрю
Эндрю «Дрю» Пауэлл (англ. Andrew "Drew" Powell; род. 19 января 1971, Ноблсвилл, Индиана, США) — американский актёр, известный по роли Соломона Гранди в телесериале Fox «Готэм».

## Биография
Эндрю Пауэлл родился 19 января 1976 года в Ноблсвилле, штат Индиана. В подростковом возрасте вместе с семьёй переехал в небольшой городок Лебанон, где окончил местную старшую школу. В 1998 выпустился из университета Де По и отправился в Лос-Анджелес, чтобы стать актёром.
Дебютировал на телевидении в 2000 году, снявшись в эпизодической роли в первых двух сезонах ситкома «Малкольм в центре внимания». Впоследствии он снялся в десятках сериалов, среди которых «Доктор Хаус», «Американская история ужасов», «Анатомия страсти», «Менталист», «Касл» и многие другие.
В 2011 снялся в триллере «Соломенные псы» в роли Бига, приятеля главного антагониста. В 2014 начал сниматься в сериале канала Fox «Готэм» в роли Бутча Гилзина, рядового гангстера, который затем становится суперзлодеем по прозвищу Соломон Гранди.

## Личная жизнь
На съёмках сериала «Пондероса» в 2001—2002 годах Дрю Пауэлл познакомился со своей будущей женой, Вероникой, которая тогда работала гримёром. В 2011 году у них родился сын Лео.

## Фильмография
| Год       |   | Русское название                   | Оригинальное название                       | Роль                               |
| --------- | - | ---------------------------------- | ------------------------------------------- | ---------------------------------- |
| 2000—2001 | с | Малкольм в центре внимания         | Malcolm in the Middle                       | кадет Дрю                          |
| 2001—2002 | с | Пондероса                          | Ponderosa                                   | Эрик «Хосс» Картрайт               |
| 2004      | ф | Звёздный десант 2: Герой Федерации | Starship Troopers 2: Hero of the Federation | рядовой Киппер Тор                 |
| 2006      | ф | Морской пехотинец                  | The Marine                                  | Джо                                |
| 2007      | ф | 1408                               | 1408                                        | помощник менеджера отеля           |
| 2008      | с | Скорая помощь                      | ER                                          | Деннис Вольтер                     |
| 2008      | с | Доктор Хаус                        | House M.D.                                  | Энтони                             |
| 2009      | с | В поле зрения                      | In Plain Sight                              | Сандор «Сэнди» Кейн                |
| 2011      | ф | Соломенные псы                     | Straw Dogs                                  | Биг                                |
| 2011      | с | Американская история ужасов        | American Horror Story                       | детектив Колльер                   |
| 2011      | с | Анатомия страсти                   | Grey's Anatomy                              | Карл Шатлер                        |
| 2011      | с | Помнить всё                        | Unforgettable                               | Кевин МакМиллан                    |
| 2012      | с | Необходимая жестокость             | Necessary Roughness                         | Райан «Носорог» Нортон             |
| 2012      | с | Кости                              | Bones                                       | Пауло Романо                       |
| 2012      | с | Морская полиция: Спецотдел         | NCIS                                        | Фред Хэдли                         |
| 2012—2013 | с | Менталист                          | The Mentalist                               | Рид Смит                           |
| 2013      | с | Особо тяжкие преступления          | Major Crimes                                | Рон Браунинг                       |
| 2013      | с | Социопат                           | Twisted                                     | тренер Гарри Хэндлер               |
| 2014      | с | Касл                               | Castle                                      | Сэм Карсон                         |
| 2014—2018 | с | Готэм                              | Gotham                                      | Соломон Гранди                     |
| 2015      | с | Водолей                            | Aquarius                                    | Толсон                             |
| 2015      | с | Библиотекари                       | The Librarians                              | Рэй (Дух Библиотеки)               |
| 2016      | ф | Послание от Кинга                  | Message from the King                       | Меррик                             |
| 2017      | ф | Геошторм                           | Geostorm                                    | Крис Кэмпбелл (в титрах не указан) |
| 2019      | с | 9-1-1                              | 9-1-1                                       | Дэвид Коэн                         |
| 2019      | с | Полиция Чикаго                     | Chicago P.D.                                | Крис Бойд                          |
| 2019      | с | В поисках Аляски                   | Looking for Alaska                          | Фрэнк Янг (отец Аляски)            |
| 2020      | с | ЭйДжей и королева                  | AJ and the Queen                            | Карл                               |
| 2021      | ф | Тед К. Унабомбер                   | Ted K                                       | Том                                |
| 2022      | с | Детство Шелдона                    | Young Sheldon                               | Рой                                |
| 2023      | с | Новичок                            | The Rookie                                  | Эрик «Кастет» Миллз                |
| 2024      | с | Медики Чикаго                      | Chicago Med                                 | Харрис Шор                         |
| 2024      | ф | Обыкновенные ангелы                | Ordinary Angels                             | пастор Дэйв                        |
| 2024      | с | Умерь свой энтузиазм               | Curb Your Enthusiasm                        | Сайрус                             |
| 2025      | с | Больница Питт                      | The Pitt                                    | Даг Дрисколл                       |
| 2026      | ф | Преступление 101                   | Crime 101                                   |                                    |